# Colônia Grão Pará
A Colônia Grão Pará foi um dos primeiros povoamentos do sul do estado de Santa Catarina destinado a europeus não-lusitanos.
A comissão encarregada de medir as terras do patrimônio dotal da Princesa Isabel, em 1881, foi comandada por Charles Mitchell Smith Leslie, auxiliado pelos engenheiros agrimensores Carlos Othon Schlappal e João Carlos Greenhalgh. Luís Martins Collaço participou ativamente de sua criação.
Foi oficialmente instalada em 2 de dezembro de 1882, sendo seu diretor o comendador Joaquim Caetano Pinto Júnior. Com a proclamação da república em 1889 a colônia foi extinta, sendo substituída pela Empresa de Terras e Colonização de Grão Pará, loteando terras a fim de promover o povoamento do dote da Princesa Isabel, recebido como presente de seu pai, D. Pedro II, por ocasião de seu casamento com o Conde d'Eu, em 15 de outubro de 1864.
Seu nome deve-se ao filho da Princesa Isabel, D. Pedro de Alcântara, o príncipe do Grão-Pará, nascido em 1875.

## Patrimônio dotal
A lei nº 1904, de 17 de outubro de 1870, estabelece o citado dote, transcrito a seguir:
"Estabelece para Sua Alteza Imperial, a Senhora D. Isabel Christina e seu Augusto Esposo, nos termos do respectivo contracto matrimonial, um patrimônio em terras nas províncias de Santa Catharina e Sergipe.
Dom Pedro Segundo, por Graça de Deus e Unânime Aclamação dos Povos, Imperador Constitucional e Defensor Perpétuo do Brasil; Fazemos saber a todos os Nossos Súditos que a Assembléia Geral decretou e Nós Queremos a Lei seguinte:
Art. 1º. - Fica estabelecido para Sua Alteza Imperial a Senhora D. Isabel Christina e seu Augusto Esposo, nos termos do respectivo contracto matrimonial, um patromônio em terras, constante de duas porções, cada umna de 49 léguas quadradas, sendo uma na Província de Santa Catharina e outra na de Sergipe, ou em qualquer outra Província do Império, se porventura nesta última não houver porção de terras suficiente; podendo os lotes conter no mínimo até 6 léguas quadradas.
Este patrimônio, do qual faz parte o prédio comprado para habitação de Suas Altezas, será considerado como próprio nacional, com o destino que lhe é dado, e nos termos do mesmo contrato matrimonial.
É, porém, permitida a venda de metade das terras a colonos que as venham cultivar, sendo o produto líquido da alienação empregado em apólices da dívida Pública fundada do Império, as quais, inscritas como inalienáveis no grande livro, farão parte ndo patrimônio de Suas Altezas.
Art. 2º. - As ditas terras serão medidas e tombadas à custa do Tesouro Nacional; e à custa de Suas Altezas as medições das subdivisões para venda, e neste caso empregado em apólices inalienáveis o produto líquido.
Fica para esse fim concedido ao Governo um crédito de 35:000$000.
Art. 3º. - Ficam revogadas as disposições em contrário.
Mandamos, portanto, à todas as Autoridades, a quem o conhecimento e execução da referida Lei pertencer que a cumpram e façam cumprir e guardar tão inteiramente, como nela se contém. O Secretário dos Negócios do Império a faça cumprir, publicar e correr.
Palácio do Rio de Janeiro, em dezessete de outubro de mil oitocentos e setenta, quadragésimo nono da Independência e do Império.
Imperador com Rubrica e Guarda
João Alfredo Corrêa de Oliveira.
Carta pela qual Vossa Magestade Imperial Manda executar o Decreto da Assembléia Geral, que Houve por bem Sancionar, estabelecendo para Sua Alteza Imperial a Senhora D. Isabel Cristina e seu Augusto Esposo, nos termos do respectivo contrato matrimonial, um patrimônio em terras como nela se declara.
Para Vossa Majestade Imperial ver.
Luiz Ferreira da Silva Cabral a fez.
Chancelaria-Mór do Império - Barão das Três Barras."

## Diretores da empresa de colonização
De acordo com o relatório de Etienne Stawiarski, os diretores da Empresa de Colonização foram:
- Charles Mitchell Smith Leslie
- Artur da Silva Soares
- Propício Barreto Pinto
- Ettore Parente
- Etienne Stawiarski
- Plínio Benício da Silva[6]

## Flora
Em medição das terras dotais, realizada em 1876, constam, dentre outras, as seguintes madeiras:
- Canela
- Canela Parda
- Canela Preta
- Canela Toiça
- Guamirim
- Peroba
- Louro
- Segurajy
- Pau-mulato
- Açoita-cavalo
- Cambuí
- Sassafrás
- Cedro
- Canharana
- Óleo
- Caroba
- Garuva

## Estradas
No início da colonização havia duas estradas de tropas, uma atravessando as terras do Patrimônio Dotal, outra tangenciando-as. Esta última era a que subia de Tubarão, margeando o rio Tubarão até Pindotiba, quando então seguia a margem direita do rio Palmeiras, passava por Barro Branco e seguia pelo Passa Dois, subindo a alcantilada Costa da Serra do Oratório, local de tiroteio entre as tropas revolucionárias do general Salgado e as do governo legal do Rio Grande do Sul. Outra, a que partia de Pescaria Brava, passava pelo Gravatal, Rio Corujas e descia para o Quadro do Norte, atravessando o rio Braço do Norte, no local do arranchamento do famigerado "Guerrilha", passando pelo Rodeio dos Pinheiros, pelas Três Barras e alcançava os alcandorados píncaros da Serra Geral pela Serra do Imaruí.